# Montbel (Ariège)
Montbel è un comune francese di 116 abitanti situato nel dipartimento dell'Ariège nella regione dell'Occitania.

## Società

### Evoluzione demografica
Abitanti censiti